# 若い女の肖像 (ペトルス・クリストゥスの絵画)
『若い女の肖像』（わかいおんなのしょうぞう（蘭: Portret van een Jong Meisje、独: Bildnis einer jungen Dame））は、初期フランドル派の画家ペトルス・クリストゥスが描いた肖像画。クリストゥスが完成させた最後期の作品の一つで、現在はベルリンの絵画館が所蔵している。『婦人の肖像』とも。オーク板に油彩で描かれた板絵であり、1460年以降、おそらく1470年ごろの作品ではないかと考えられている。

## 概要
小さな肖像画だが、クリストゥス独自の作風と初期フランドル派が発展させた肖像画様式の両方が見られる作品で、描かれている背景はそれまでの肖像画に見られた単色で塗りつぶされた平坦なものではなく、三次元表現で描かれた写実的な背景となっている。さらに描かれている少女は生気に欠け、控えめな視線をこちらに投げかけているにもかかわらず、観るものにほとんど不機嫌とも感じられる印象を与える。そして、少女の意味ありげな雰囲気は、高さの異なる目によってさらに強いものとなっている。『若い女の肖像』は一世代前の初期フランドル派の巨匠であるロベルト・カンピン、ロヒール・ファン・デル・ウェイデンの肖像画をさらに発展させた作品で、後世にも大きな影響を与え続けた。
『若い女の肖像』はフィレンツェのメディチ家が購入した絵画で、「フランスの女性の頭部が油彩で彩色された小さな板絵で、ブルッヘのピエトロ・クレッチ (Pietro Cresci ) の作品である」というメディチ家の文書が残っている。この文書には描かれている少女が誰であるかは記録されていないことから、この絵画を購入したメディチ家は、作品の歴史的価値よりも美学的価値を重要視していたと考えられている。その後、ベルリン在住の商人で有数のイタリア絵画や初期フランドル絵画の収集家だったエドワード・ソリー (en:Edward Solly) の所有となり、1821年にプロイセンの王室コレクションに買い上げられた。

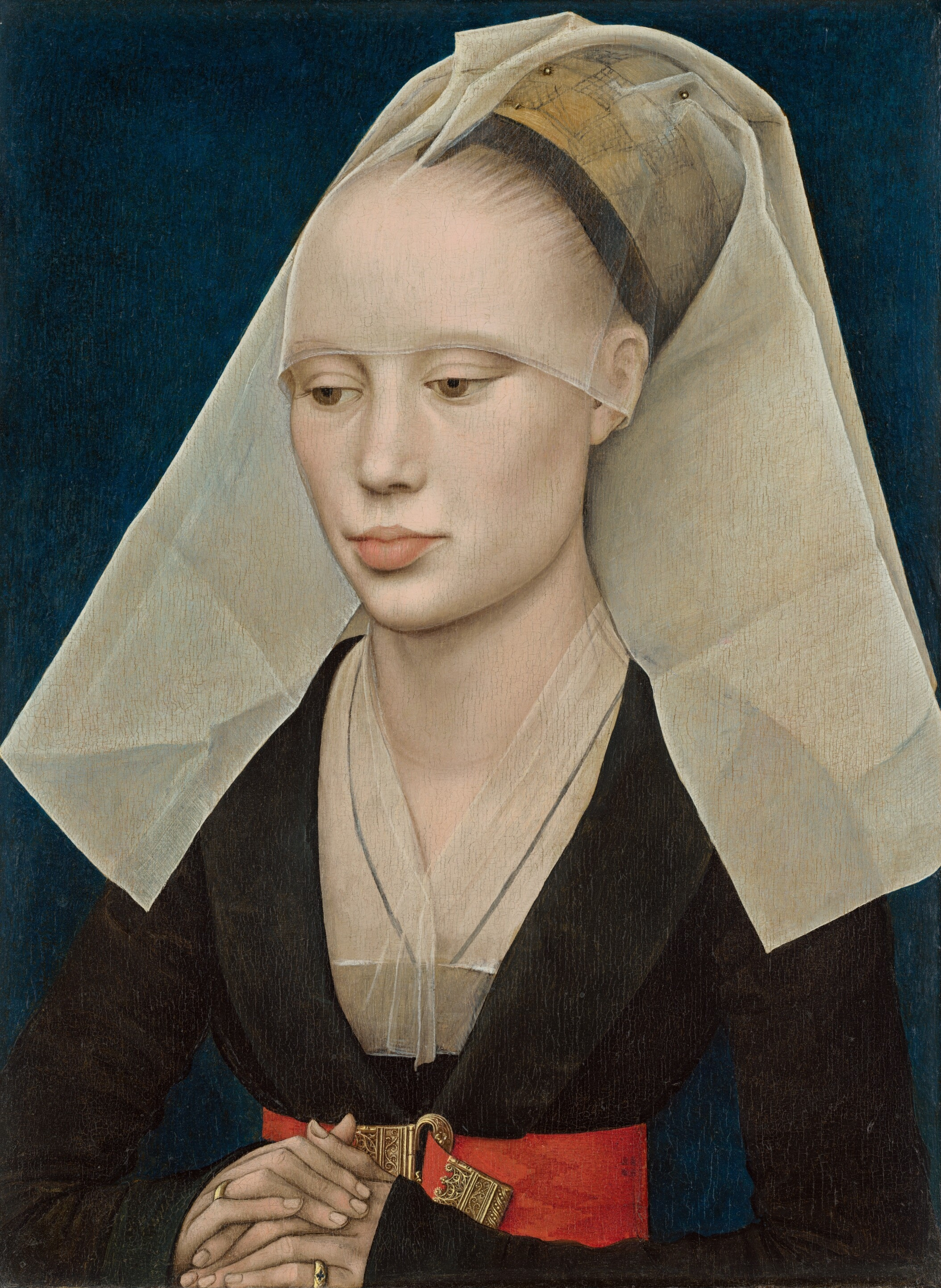
『女性の肖像』（1460年頃、37cm x 27cm）、ロヒール・ファン・デル・ウェイデン
ナショナル・ギャラリー（ワシントンD.C.)
当時ブルゴーニュ公領で流行していたエナンと呼ばれる頭飾りを着用している。

磁器のような硬質の皮膚感、アーモンド形で東洋人のようにも見える目、不機嫌に結ばれた口元をした少女の上半身を描いた肖像画である。描かれている少女について、イングランドの貴族タルボット家の一員で、第2代シュルーズベリー伯ジョン・タルボットの娘であるアンかマーガレットだという言い伝えがある。この言い伝えが正しければ、ジョン・タルボット夫妻は1444年ないし1445年に結婚していることから、描かれている少女の年齢は10歳から20歳くらいではないかと推察されている。この少女が、1468年にイングランド王エドワード4世の妹マーガレットとブルゴーニュ公シャルルとの結婚式のときに、ブルッヘへと旅してクリストゥスに肖像画を描かせた可能性もある。
美しい衣装と宝飾品を身につけた少女は、この上なく優雅さに満ちている。胸から上だけを描くことによって少女の頭部と精緻な絵画表現にのみ視線を集め、画家、モデル、依頼主、そして観るものの一体感の形成を試みている。クリストゥスは少女を斜め前を向いた、こちらを凝視している構図で描いているが、批評家や美術史家のなかには、少女が神経質になっている自分を意識しているのではないかと指摘するものもいる。批評家ジョエル・アプトンはこの少女のことを「磨き上げた真珠のようなオパール色の肌をしており、今にも黒いベルベットのクッションに倒れこみそうだ」と表現した。
クリストゥスは硬質で平衡状態の、ほとんど建築物的ともいえる構成をした、細長い三角形の構図で少女を描いている。背景の壁はほぼ平らで、少女が着用するドレスの襟元の逆三角形がえがく直角と、少女の首筋、顔、頭飾りに見られるまっすぐな直線とが、この作品の構成を大きく分けている。描かれている背景はそれまでの肖像画の慣例である、単色のみに塗りつぶされた平面ではない。異なる素材で構成された境界を持つ壁で、下側は木が用いられた写実的なものとなっており、映る少女の影から壁と少女の距離感が分かる。この作品では少女が何が描かれているのか見分けがつく室内に位置しており、少女が自宅にいるかのような自然さを描き出している。
少女は左側からの灯りに照らし出され、右側の壁に自身のぼんやりとした影を投げかけている。この影が少女の頬と髪の生え際の明確に描かれた輪郭との対比の役割を果たしている。頭飾りの尾部の曲線は、少女の首と肩の曲線をなぞって描かれている。この頭飾りは、ファン・デル・ウェイデンの『女性の肖像』にも描かれている、当時のブルゴーニュ公領で流行していた頭飾りのエナン (en:Hennin)を切り詰めたものかも知れない。『若い女の肖像』に描かれた頭飾りと非常によく似た形状の帽子を被った女性が描かれた、ハンス・メムリンクの作品ではないかといわれていた『キリスト奉献』が、ワシントンのナショナル・ギャラリーに所蔵されている。